# 49 ق هـ
49 ق هـ هي السنة التاسعة الأربعون السابقة للهجرة النبوية، وهي توافق ما بين سنتي 574 و575 حسب التقويم الميلادي، أي أنها بدأت في سنة 574م وانتهت في سنة 575م.

## أحداث
حادِثةُ شَقِّ صدرِ النَّبيِّ ﷺ الأُولى

## مواليد
- شوتوكو تايشي سياسي ياباني
- مار كبرئيل

## وفيات
- سيف بن ذي يزن
- الخرنق بنت بدر
- كليف ملك اللومبارد
- يوحنا الثالث (بابا روما)